# خمير (حضرموت)
الخميّر (بالإنجليزية Khumayr) هي قرية في شرق اليمن، في محافظة حضرموت.
‌